# ديك لورد
ديك لورد (بالإنجليزية: Dick Lord)‏ هو كاتب جنوب أفريقي، ولد في 20 يونيو 1936 في جوهانسبرغ في جنوب أفريقيا، وتوفي في 26 أكتوبر 2011.